# 布魯蘇亞爾

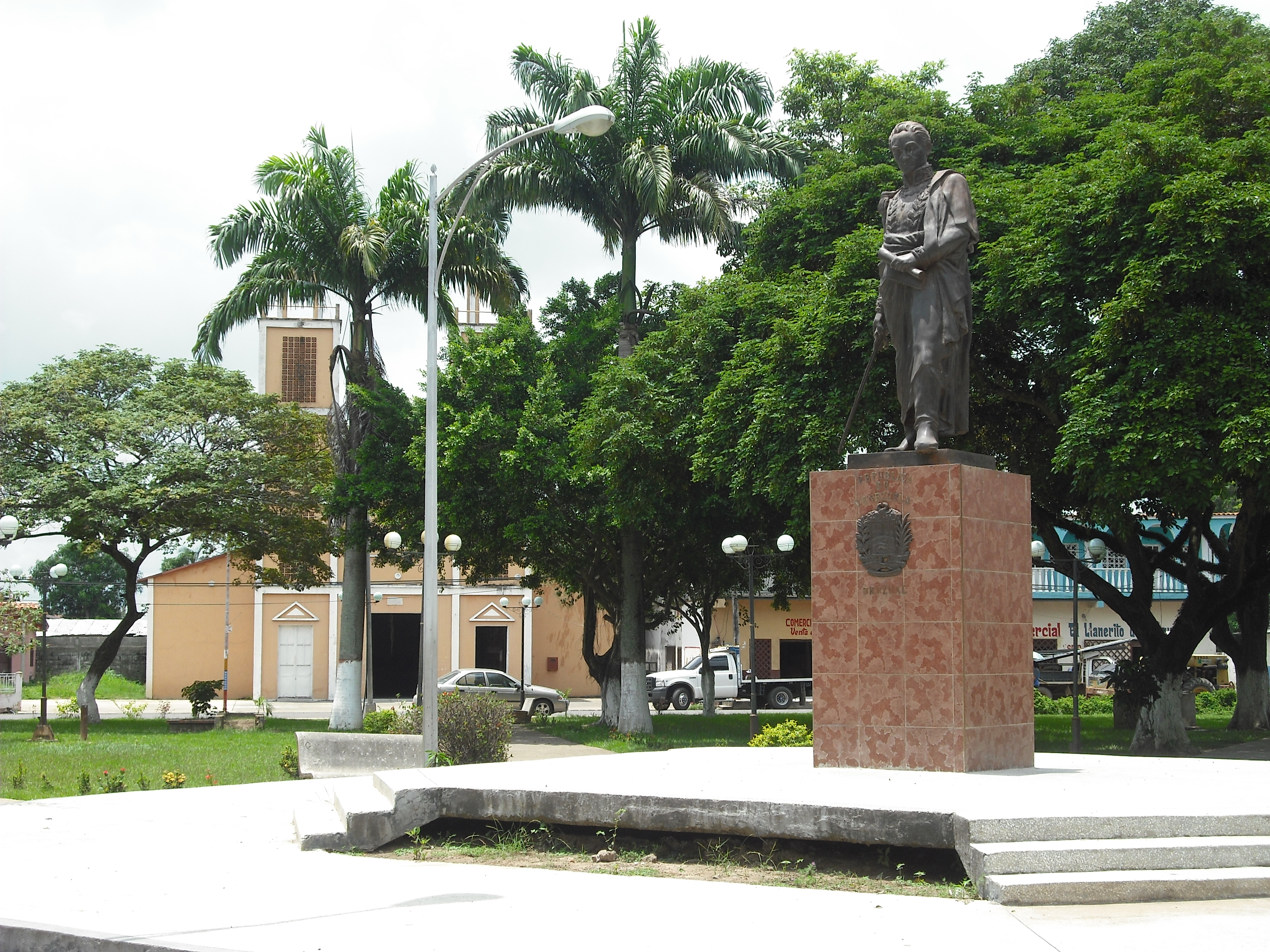
Plaza Bolívar in Bruzual.

布魯蘇亞爾（西班牙語：Bruzual），是委內瑞拉的城鎮，位於該國西南部阿普雷州，是穆尼奧斯市的首府，始建於1873年8月20日，面積1,778平方公里，該城鎮人口27,542。
8°03′N 69°20′W / 8.050°N 69.333°W